# 苏拉娅·哈达德
苏拉娅·哈达德（Soraya Haddad，1984年9月30日—），阿尔及利亚女子柔道运动员。
哈达德曾代表國家參加2012年倫敦奧運的女子柔道重輕量級比賽，並未獲得獎牌。於2008年北京奥运会52公斤级比赛中夺得铜牌，这也是非洲运动员在奥运柔道比赛中获得的首枚奖牌。